# Lazar Lissitzky
Lazar Markovitch Lissitzky (en russe : Лазарь Маркович Лисицкий, Lazar Markovitch Lissitskiï), dit El Lissitzky (Эль Лисицкий), né à Potchinok (une petite communauté juive, shtetl, à 50 km de Smolensk) le 23 novembre 1890 et mort à Moscou le 30 décembre 1941 est un peintre d'avant-garde russe, également designer, photographe (travaillant notamment sur les photogrammes), typographe, et architecte.

## Biographie
Comme beaucoup de Juifs de la Russie impériale, soumis à un système de quotas et d'interdiction à l'Université, il part faire ses études en Allemagne, à la Technische Hochschule de Darmstadt, et devient diplômé d'architecture en 1915, tout en voyageant à travers l'Europe de 1909 à 1914 (dont un séjour à Paris et 1 200 km à pied en Italie où il croque architecture et paysages). Revenu dans son pays, il dessine (Chad Gadya, Histoire d'une chèvre) et peint  selon un processus de stylisation cubo-futuriste.

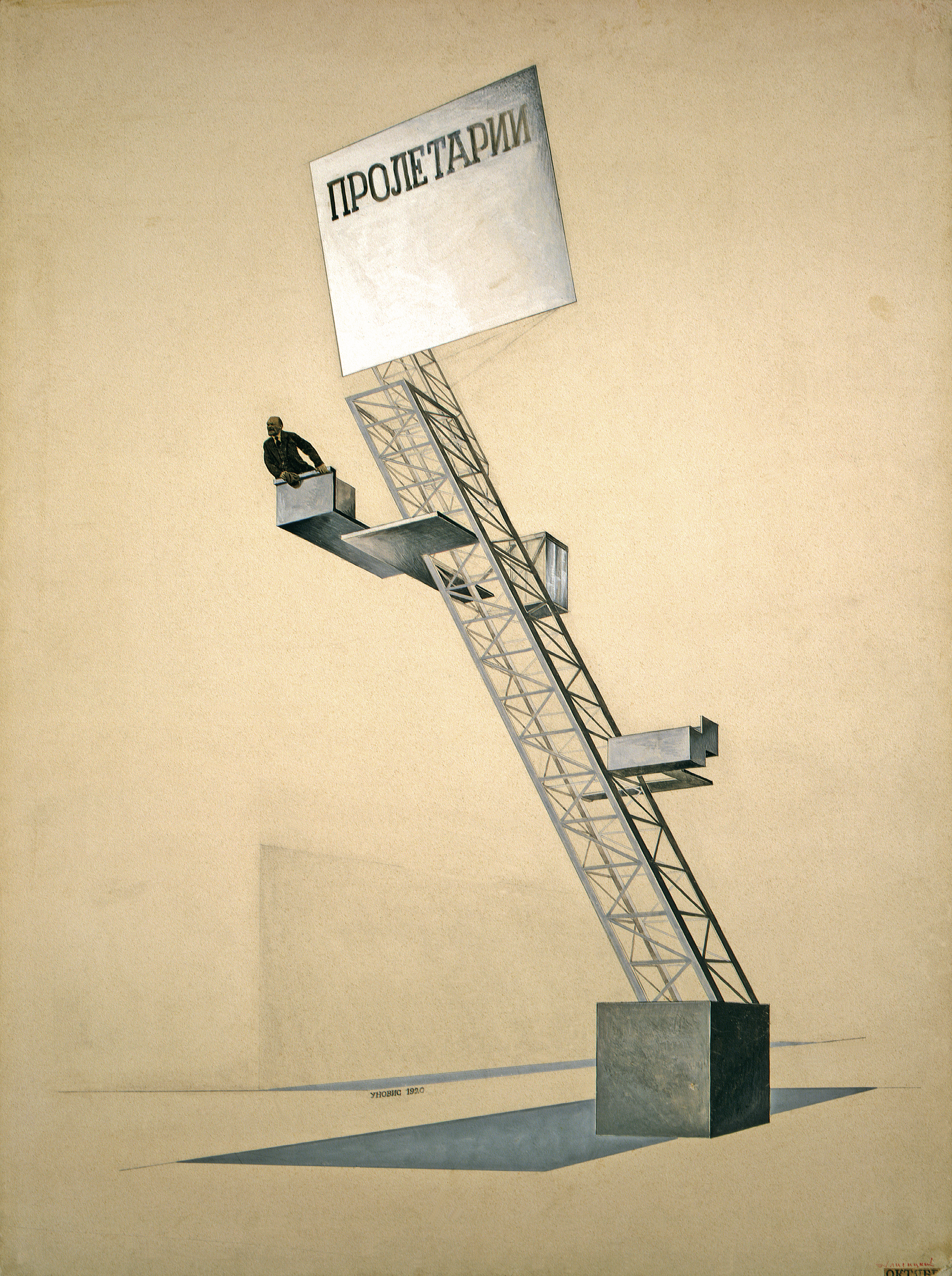
Lenin Tribune, 1920. Galerie Tretiakov, Moscou.

Lors de la Révolution de 1917, il se trouve au cœur des ferments de transformation de l'art russe. Il s'inscrit dans le groupe de la Kultur Lige de Kiev en 1918-19. Figure de proue de l’avant-garde russe, il dessine alors le premier drapeau soviétique et collabore à la décoration des rues de Moscou sous l'égide de l'IZO (Otdel Izobrazitelnykh Iskusstv, sous-section Arts Plastiques du Commissariat à l'instruction, créée à l'initiative de Marc Chagall). En 1919, invité par celui-ci à enseigner à l'Institut pour l'art nouveau (au sein de l'école créée par Marc Chagall : École artistique de Vitebsk), il y rencontre Kasimir Malevitch. Il intègre le groupe UNOVIS, acronyme de Champion du Nouvel Art (groupe suprématiste créé par Malevitch) et adhère au suprématisme. Il crée son premier « Proun » (acronyme de « Projet pour l’affirmation du Nouveau » en russe), tableaux qu'il appelle aussi « stations de correspondance entre la peinture et l'architecture » et qui s'inscrit dans un projet artistique inédit qu'il définit par ces mots : « De reproducteur, l'artiste est devenu constructeur d'un nouvel univers d'objets ». C'est également à Vitebsk qu'il crée la célèbre affiche « Battre les Blancs avec le coin rouge » pour l'administration politique du front de l'Ouest comme moyen de propagande auprès de l'Armée rouge dans le contexte de la guerre civile russe.

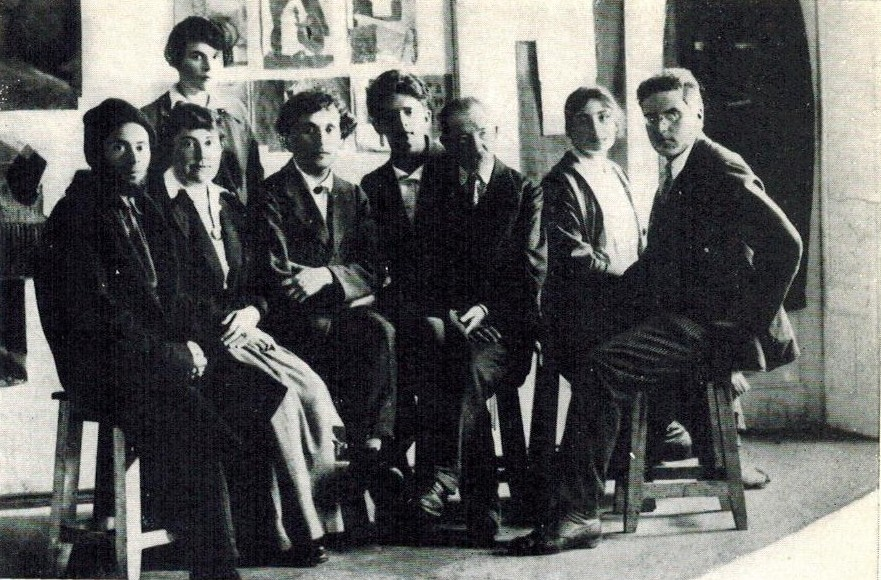
26 juillet 1919. École artistique de Vitebsk. Assis, de gauche à droite : El Lissitzky, Vera Yermolayeva, Marc Chagall, David Iakerson, Yudel Peng, Nina Kogan, Alexandre Romm.

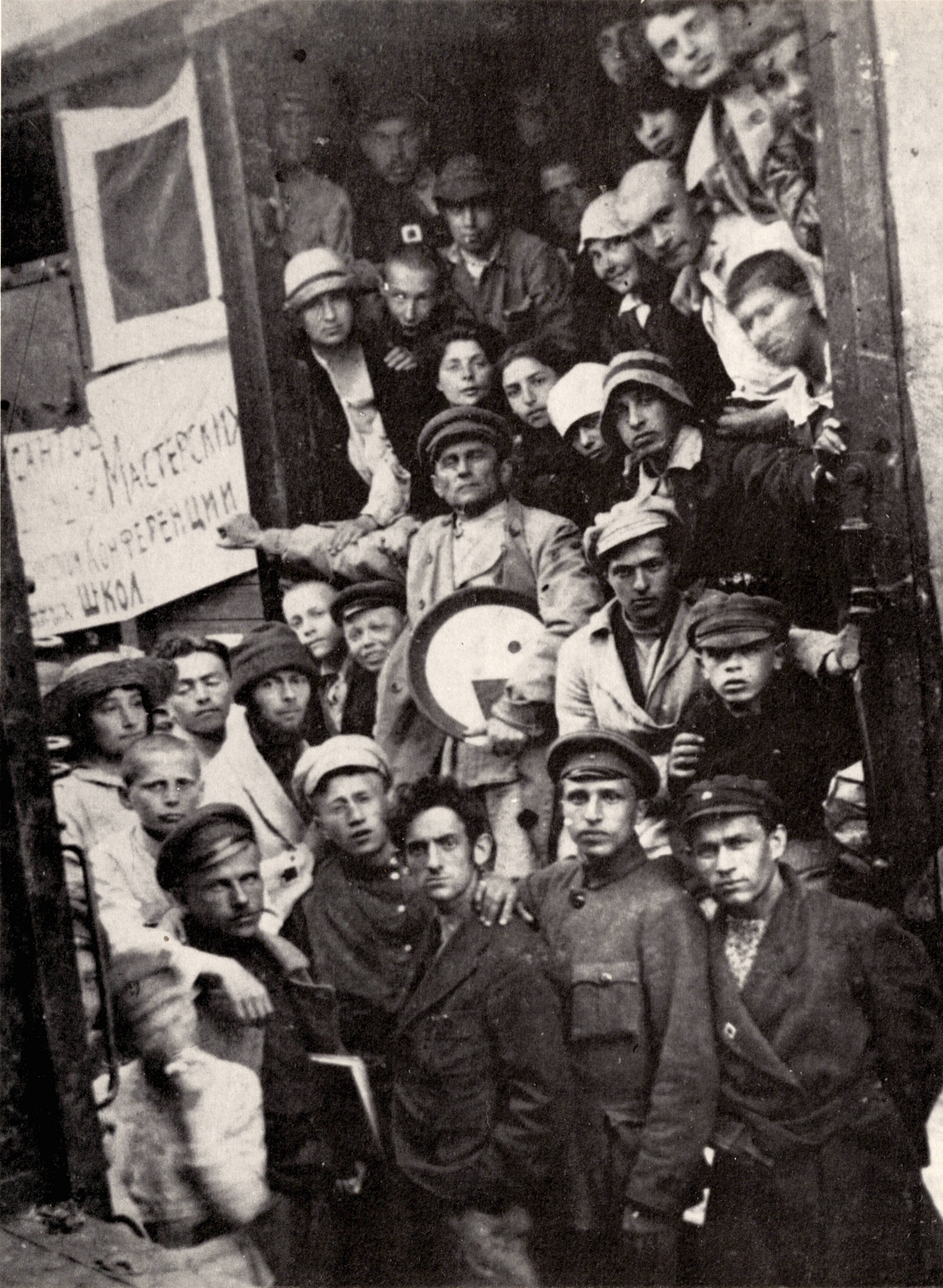
Le groupe UNOVIS à Vitebsk en 1920.

Grâce à la formation d'architecte de Lissitzky, le suprématisme de Malevitch uniquement pictural, est passé du plan bi-dimensionnel au tri-dimensionnel, de l'abstraction au monde figuratif. À Vitebsk, en 1919, l'artiste et Malevitch ont œuvré ensemble à la décoration des façades des baraques blanches du comité pour la lutte contre le chômage et le quartier du centre ville pour le 1er mai. En s'installant à Vitebsk en 1919, il évolue d'un style presque moderniste à l'abstraction géométrique. Cette époque est marquée par les progrès techniques et la croyance dans l'industrie et la révolution. Pour Lissitzky, l'art loin d'être une activité individuelle destinée à la production d'objets, est une activité sociale et collective au service de la révolution.
En 1920, il se rapproche de Vladimir Tatline et du Constructivisme, auquel il apporte une contribution de premier ordre. En 1922, il fait la connaissance à Berlin de László Moholy-Nagy, Theo van Doesburg, Ludwig Mies van der Rohe, Hans Richter et de Hans Arp, avec lesquels il constitue le Groupe G ; il devient, dès ce moment, le trait d'union primordial entre l'abstraction révolutionnaire soviétique et les recherches du Bauhaus et de De Stijl, mouvement auquel il se rallie en 1923. Son activité est extrêmement novatrice dans le domaine de la typographie et du photomontage. Les affiches qu'il réalise sont d'une réelle simplification et influenceront toute une génération d'artistes européens.
En 1923, il publie à Hanovre une série de dessins intitulée La Victoire sur le soleil. Il réinterprète l'opéra pré-révolutionnaire dont Malevitch avait créé les décors et les costumes en 1913. Lissitzky construit les figurines représentant les personnages du livret avec des formes géométriques suprématisées. Le carré rouge apparaît la même année dans son œuvre Histoire des deux carrés et figure dans le corps de l'homme nouveau. Cet homme a une tête ornée d'une étoile rouge, symbole bolchévique, et d'une étoile noire.
La même année, il participe à la réalisation d'un recueil de poèmes de Vladimir Maïakovski intitulé Dlja golosa (Pour la  voix). Il a notamment créé les illustrations d'un graphisme étonnant et a intégré des onglets dans le livre pour faciliter la recherche de poèmes et leur lecture à haute voix comme le souhaitait le poète.
En 1924, il collabore à la revue Merz avec Kurt Schwitters, et fonde avec Mart Stam et Hans Schmidt (architecte) (de) le groupe de la revue ABC. Il publie également un essai, Kunst und Pangeometrie, sur le suprématisme en 1925. Certains de ses projets d'architecture datent de ces années là, dont la tribune pour Lénine et l'immeuble de bureaux Wolkenbügel.
La découverte de la photographie l'incite à arrêter la peinture et à combiner sa passion pour l'architecture et les œuvres photographiques. Il mène ses premières expériences en utilisant la technique du photogramme puis de l'exposition multiple. Il a réalisé en 1924 son célèbre autoportrait « Le Constructeur » et des portraits de ses fréquentations artistiques de l'époque : Jean Arp et Kurt Schwitters ainsi que des publicités pour la société Pélikan. Avec « Le constructeur », l'artiste est présenté avec une main tenant un compas par-dessus ses yeux : cet autoportrait signifie que la main et l'esprit doivent continuer à guider le processus artistique dans une période où la production de masse est permise avec la machine. Le nouvel artiste doit vaincre l'art mais ne pas vaincre l'artiste .
De 1926 à 1928, il séjourne à Hanovre et y crée le Cabinet des abstraits (ou L'espace des abstraits) au Landesmuseum, à la demande de son directeur Alexander Dorner. L'artiste dans l'espace d'exposition avec un accrochage particulier : les œuvres dessinent des formes géométriques. De plus le visiteur participe à la construction de l'exposition. L'artiste polyvalent contribuent à l'éclatement des catégories. Cela témoigne de l'importance du médium de l'exposition dans l'art contemporain, l'exposition devient une œuvre en soi. 
Les nazis le détruisent en 1937 en tant qu'art dégénéré. Revenu dans sa patrie, il poursuit jusqu'à sa mort son activité dans le domaine graphique, architectural, publicitaire, théâtral et cinématographique. Ainsi, en 1928, il rejoint la section graphique du groupe Oktriabr et, au titre de chef concepteur du pavillon soviétique à l'Exposition internationale de la presse de Cologne, il réalise un photomontage de 24 m de long et supervise le travail de Gustav Klucis et Sergueï Senkine représentant le stand de brigades artistiques soviétiques,. En 1929, il est l'un des architectes du Parc Gorki à Moscou où sera montrée, en 1930, la première exposition du groupe Oktiabr.
En 1929, Lissitzky rencontre Dziga Vertov après la sortie de son film L'homme à la caméra. Les deux hommes nouent une relation personnelle et artistique étroite : Lissitsky a utilisé les procédés cinématographiques pour renforcer son langage typographique pendant que Dziga Vertov employait la typographie pour accroître la notoriété de ses films.
Il a particulièrement collaboré au premier plan quinquennal (1928-1932) mis en place par Staline pour moderniser la Russie avec le développement de l'industrie lourde en participant à des projets de l'architecture, de la planification urbaine, de création de mobilier, d'expositions, des décors de théâtre, de la typographie et de livres. Il a fortement contribué aussi à la conception des pavillons pour les Expositions Internationales. En 1930, il écrit l'ouvrage Russie : Architecture pour une révolution mondiale qui sera d'abord publié à Vienne sous le titre Russland. Die Rekonstruktion der Architecktur in der Sowiet Union.
Sa santé chancelante lui interdit de continuer de voyager et diminue ses possibilités d'exécution de grands projets à partir de 1932. Toutefois, il participe régulièrement à la revue de propagande SSSR na Stroïke / URSS en construction et devient un personnage incontournable des grands projets esthétiques staliniens. En 1933, il illustre le reportage d'Ilya Ehrenbourg, Mon Paris. En 1936, il est le chef de conception du pavillon soviétique de l'Exposition universelle de Paris. En 1937, il est chargé de la conception du pavillon principal de l'Exposition agricole de toute la Russie dont il peint la frise. En 1938, il est le responsable du pavillon soviétique de l'Exposition universelle de New York. En 1941, il réalise la maquette des Œuvres choisies de Staline avant de participer à la conception des deux premières grandes affiches consacrées à l'effort de guerre. Il meurt en décembre d'une tuberculose et sera enterré au cimetière Donskoï.

## Zoom sur quelques œuvres

### Sichas Chulin ou Une légende de Prague
En 1917, Lissitzky en coopération avec le poète Moyshe Broderzon, crée son premier chef-d'œuvre, intitulé Sichas Chulin ou Une légende de Prague pour la maison d'édition juive Shomir. Le titre hébreu peut se traduire par « Causeries futiles (ou insipides) », expression utilisée pour désigner les petits bavardages qui distrayaient les érudits de l'étude des questions religieuses. Ce long poème, tiré d'un conte populaire, a été édité sous la forme d'un rouleau avec une fusion du texte et des images. Les images très travaillées encadrent les différentes colonnes du texte. Cent dix exemplaires lithographiés ont été imprimés. Vingt d'entre eux ont été enluminés à l'aquarelle.
Chaque rouleau était proposé dans un coffret en bois. Le texte du poème a été lithographié par un scribe professionnel, un sofer, qui calligraphie les textes liturgiques hébraïques sur des parchemins, comme les rouleaux de la Torah. Un texte, en yiddish langue profane, était présenté de la même manière traditionnelle que les textes écrits en hébreu, langue sacrée. Lissitsky a voulu imiter le rouleau traditionnel, la Meguilat Esther ou rouleau d'Esther, le Livre d'Esther de la Bible, écrit sur un rouleau de parchemin et récité en public à la synagogue  lors de la célébration du Pourim, la fête la plus joyeuse. Ce rouleau est souvent enluminé, les colonnes du texte étant encadrées d'ornementations relatives aux personnages du Livre.

### Had Gadya ou Un petit chevreau
À la fin de la première guerre mondiale à Kiev, il a collaboré au mouvement national russe pour le renouveau de la culture juive et il a illustré des livres en yiddish.
Un autre chef-d'œuvre est la version lithographiée de Had Gadya (Un petit chevreau) en 1919 qui présente des illustrations multicolores au style cubo-futuriste et néo-primitiviste. Elle est considérée comme la dernière œuvre juive de Lissitzky et sa dernière œuvre figurative. Le livre a été édité sous deux formes : un album de lithographies en couleur avec une édition limitée et un livre miniature avec des illustrations en noir et blanc avec une édition grand public.  Had Gadya est une chanson qui fait partie de la Haggada de Pessa'h, la Pâque juive. La Haggada regroupe un ensemble de textes, de prières et d'hymnes récités pendant la cérémonie du Séder, un repas particulier servi pendant le Pessa'h. L'artiste s'est inspiré des reliefs des pierres tombales qui proposaient une grande expressivité figurative des vieux cimetières juifs.

### Les prouns

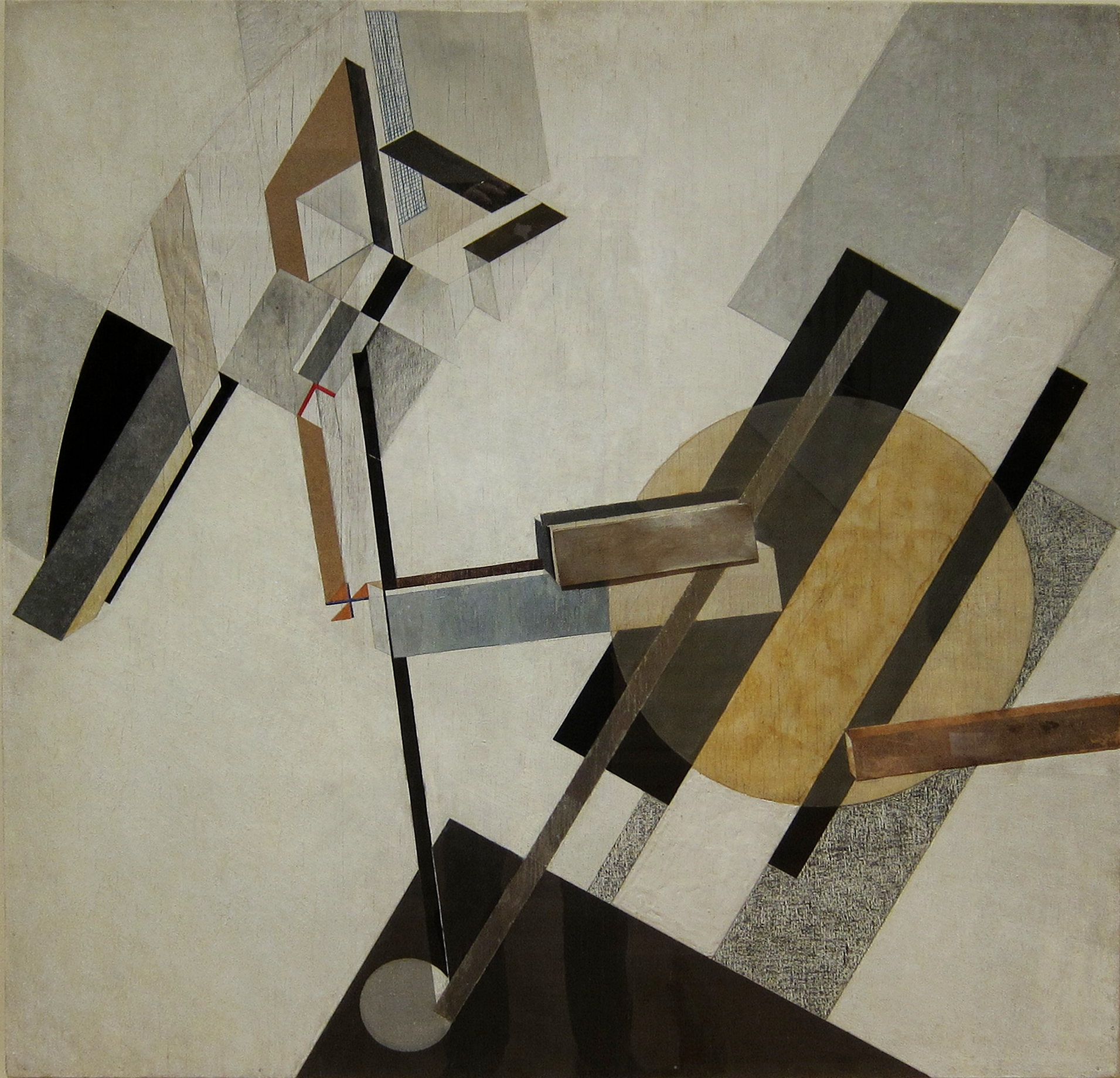
Proun 19D au MoMA (vers 1922).

À Vitebsk, il a créé sa propre forme d'art abstrait en s'inspirant de Malevitch. À la fin de l'année 1920 jusqu'en 1923, il a appelé toutes ses œuvres artistiques des prouns (projets pour l'affirmation du nouveau). Pour cet artiste, proun faisait allusion à cette « étape de processus de création de la forme nouvelle qui naît d'une terre fertilisée par les cadavres de la peinture et de l'artiste. » Ces prouns devaient être au service de la construction du monde nouveau.
À l'UNOVIS de Vitebsk, Lissitzky développe paradoxalement un suprématisme tri-dimensionnel. En effet, le suprématisme pictural est la planéité absolue, sans apparence de volume. L'artiste transpose le suprématisme plan en suprématisme architectural. Les prouns représentent des modèles originaux de l'architecture nouvelle, des expériences architectoniques. Ils constituent une interprétation du suprématisme malevitchien où tout flotte dans l'espace sans haut ni bas ni droite ni gauche. L'artiste s'empare de l'idée du flottement dans l'espace et il donne aux éléments suprématistes plans le volume et tout se transforme alors.
Ces éléments se mettent à descendre sur terre car en tant qu'architecte il dessine les volumes avec un haut et un bas, il leur imprime des rotations diverses, il les arrache de la terre. Les éléments de ses prouns se transforment en volumes architectoniques, c'est-à-dire possédant un haut et un bas même quand ils planent sur un fond blanc.
Le proun part d'une surface plane, se transforme en modèle d'espace tri-dimensionnel et se prolonge par la construction de tous les objets de la vie quotidienne.» Les idées de prouns sont devenues des immeubles d'habitation ou professionnel, un centre sportif aquatique, un pont et des salles de pavillons d'expositions (l'exposition devenant une sorte de livre en trois dimensions et une forme d'architecture au contenu narratif).
Les prouns sont constitués d'une importante diversité de formes géométriques bidimensionnels et tridimensionnels quasi architecturaux et des plans verticaux et horizontaux remettant en cause les relations spatiales dans une perspective axonométrique. Défiant les règles de la gravité, les éléments semblent flotter dans l'espace. Si certains sont peints à l'huile traditionnelle ou à l'aquarelle, d'autres sont collés et en métal, carton ou papier. Les prouns impliquent un spectateur actif qui doit se déplacer devant les tableaux pour apprécier leur caractère tridimensionnel.
Ces prouns ont été aussi utilisés à l'opéra pour inventer des costumes et des machines de scène.

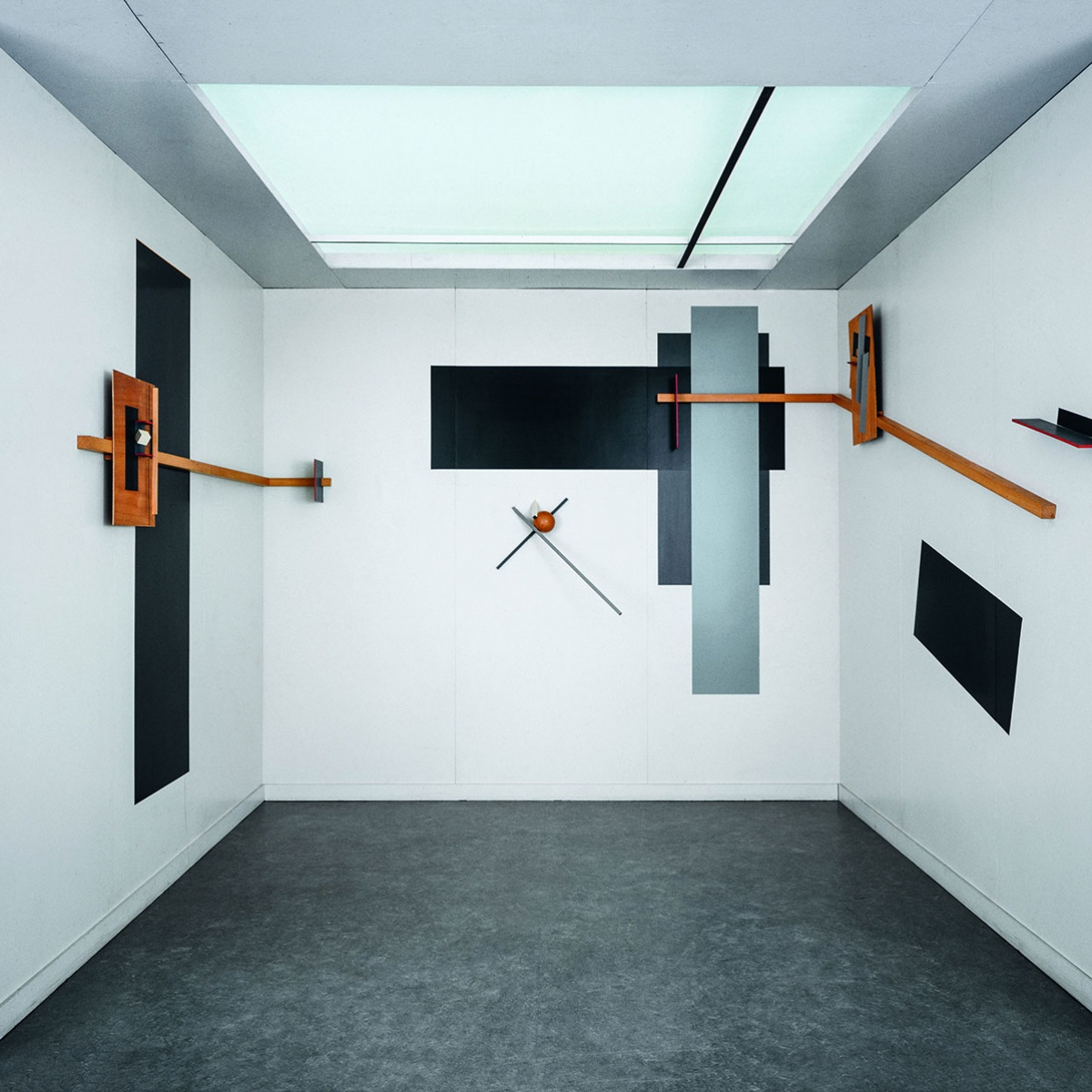
Reconstitution (1965) de l'espace proun de Lissitzky à la Grande Exposition d'Art de Berlin en 1923.

### Un pionnier de la création d'espace
Lissitzky est le pionnier de la création d'espace pour exposer des tableaux. Pendant la Grande exposition de Berlin en 1923, il crée l'espace proun, une salle de 3,2 × 3,6 × 3,6 m qui traduit en 3 dimensions le concept spatial des prouns. Cet espace présentait un ensemble de formes géométriques abstraites avec lesquelles les visiteurs devaient participer activement. L'enjeu artistique était de représenter l'expérience de la totalité c'est-à-dire une tentative de fusion entre l'art et la vie. Lissitzky renouvelait les expositions traditionnelles d'œuvres d'art en mélangeant des expériences visuelles, spatiales et temporelles et en inventant une série rythmique de formes et de couleurs liées entre elles dans l'espace réel d'une  salle. 
Avec le  cabinet des abstraits, du musée de Hanovre en 1927, l'artiste a montré qu'il est possible de faire entrer le spectateur d'une exposition dans un complexe spatial multi-perspectiviste.

### Innovations typographiques
Avec Malevitch, il a élaboré un nouveau langage, le suprématisme révolutionnaire utilisé dans différents domaines artistiques (architecture, peinture, design, théâtre, céramique, en théorie de l'éducation, en propagande).
Les apports essentiels de Lissitzky relèvent de la typographie. Fondateur de la typographie moderne, il a toute sa vie contribué à la conception de livres et de revues. Ses procédés visuels réfèrent souvent à ses prouns. La lettre initiale était particulièrement mise en valeur qui pouvait symboliser le mot entier. Certaines lettres pouvaient exercer une double fonction, un caractère particulier pouvant servir pour deux mots différents. Il a notamment réalisé les couvertures des livres de trois auteurs russes : Tolstoï, Tchekhov et Gorki. Lissitzky a réalisé aussi des œuvres essentielles dans le domaine de l'illustration des livres pour la jeunesse au début du XXe siècle.
Pendant dix années entre 1931 et 1941, il contribua à participer à la propagande russe destinée à promouvoir sa modernisation et sa politique. L'État lui a commandé de nombreuses œuvres de lithographies. Il a aussi notamment collaboré à  la revue L'URSS en construction, revue mensuelle fondée par Gorki, en organisant la documentation et en insérant des photographies. Cet imprimé faisait partie de la panoplie de la propagande russe destinée à glorifier les progrès russes spécialement dans l'industrialisation et pour déployer une image positive à l'étranger. En effet, la revue était éditée dans cinq langues (allemand, anglais, français, russe et espagnol). Lissitzky au service de la propagande a multiplié les procédés visuels : cadres circulaires, disposition en diagonale, superpositions, images juxtaposées, fragments d'images ; pages dépliables, demi-pages, photomontages, larges bandeaux pour diviser les pages, utilisation de différents types de papier et de matériaux. Il exploitait aussi les lettres de grande taille, les caractères gras et les couleurs criardes. 
Il a réalisé aussi de nombreuses affiches antifascistes.

## Galerie

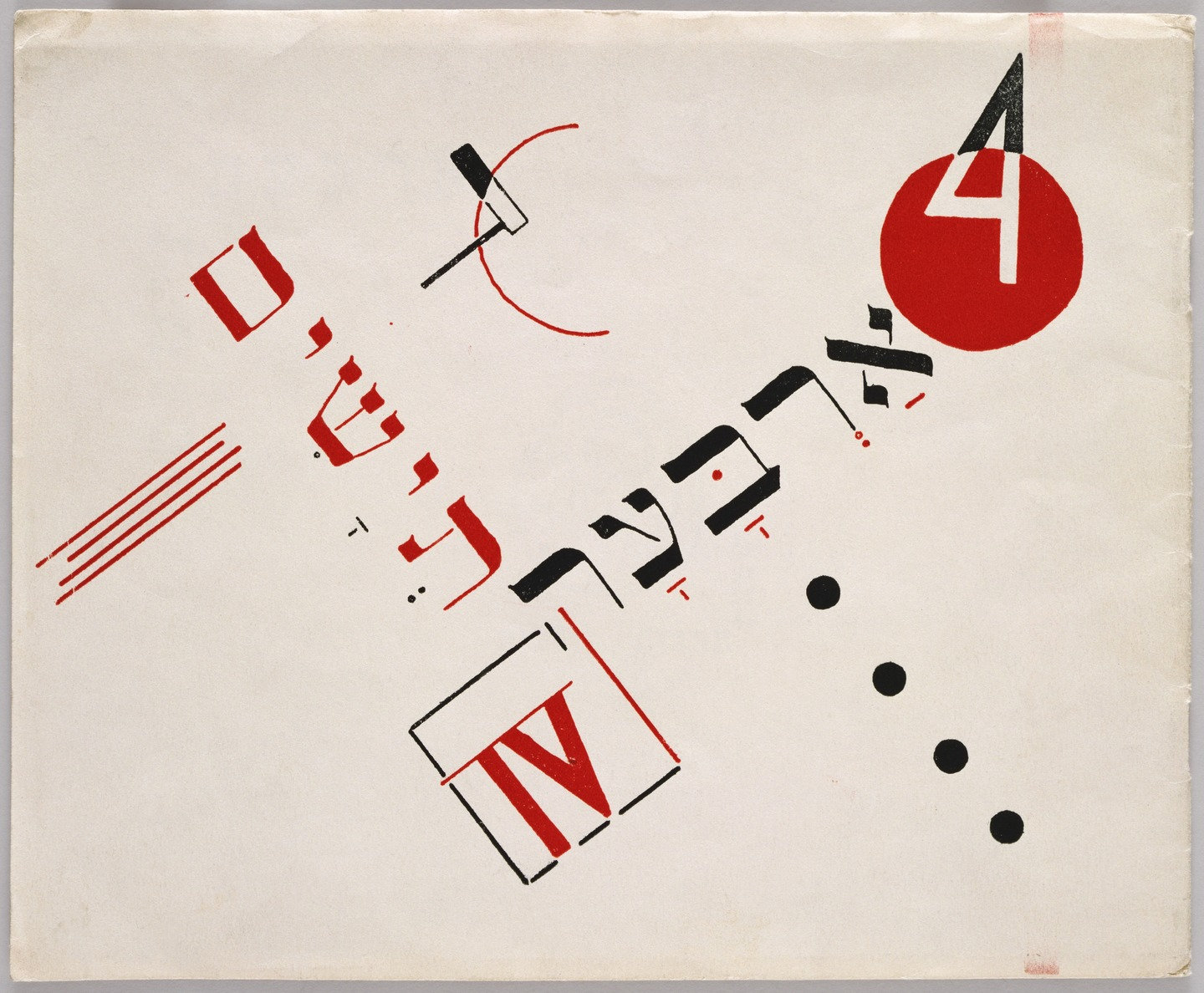
Design, 1922
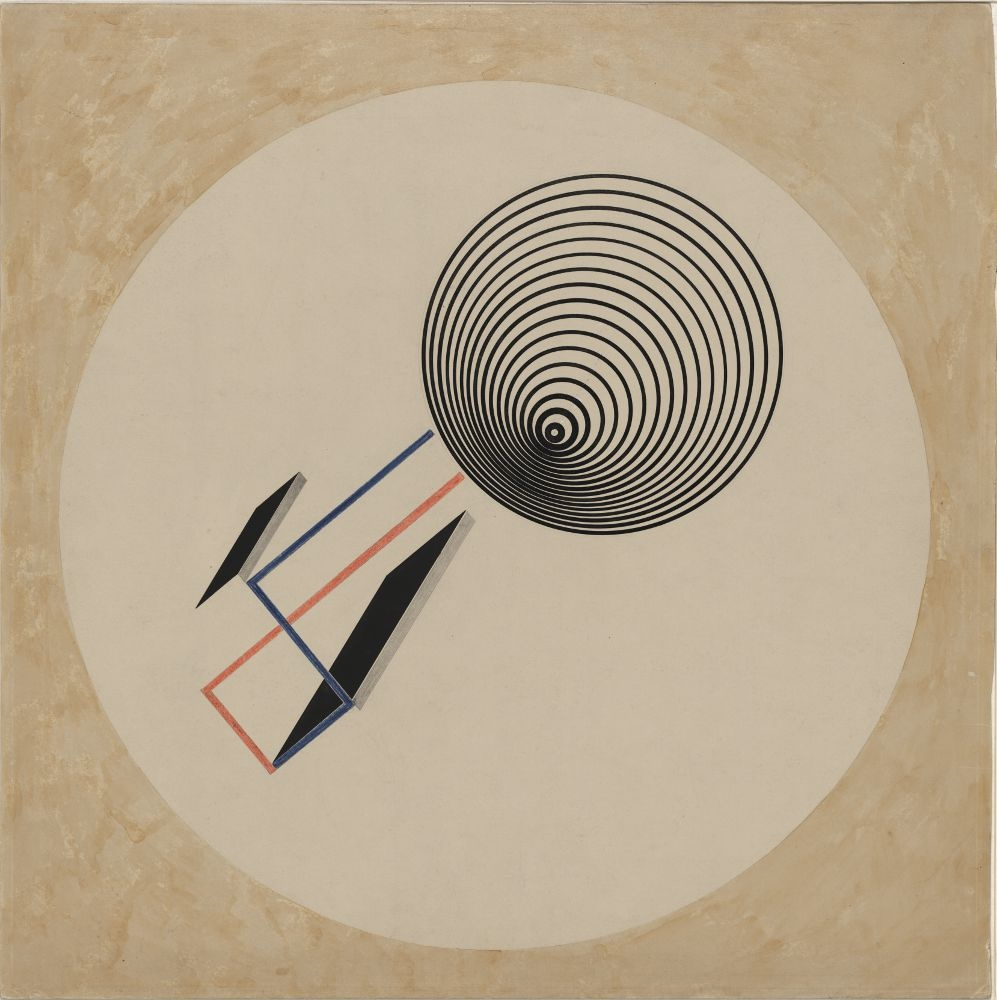
Proun 93, 1923
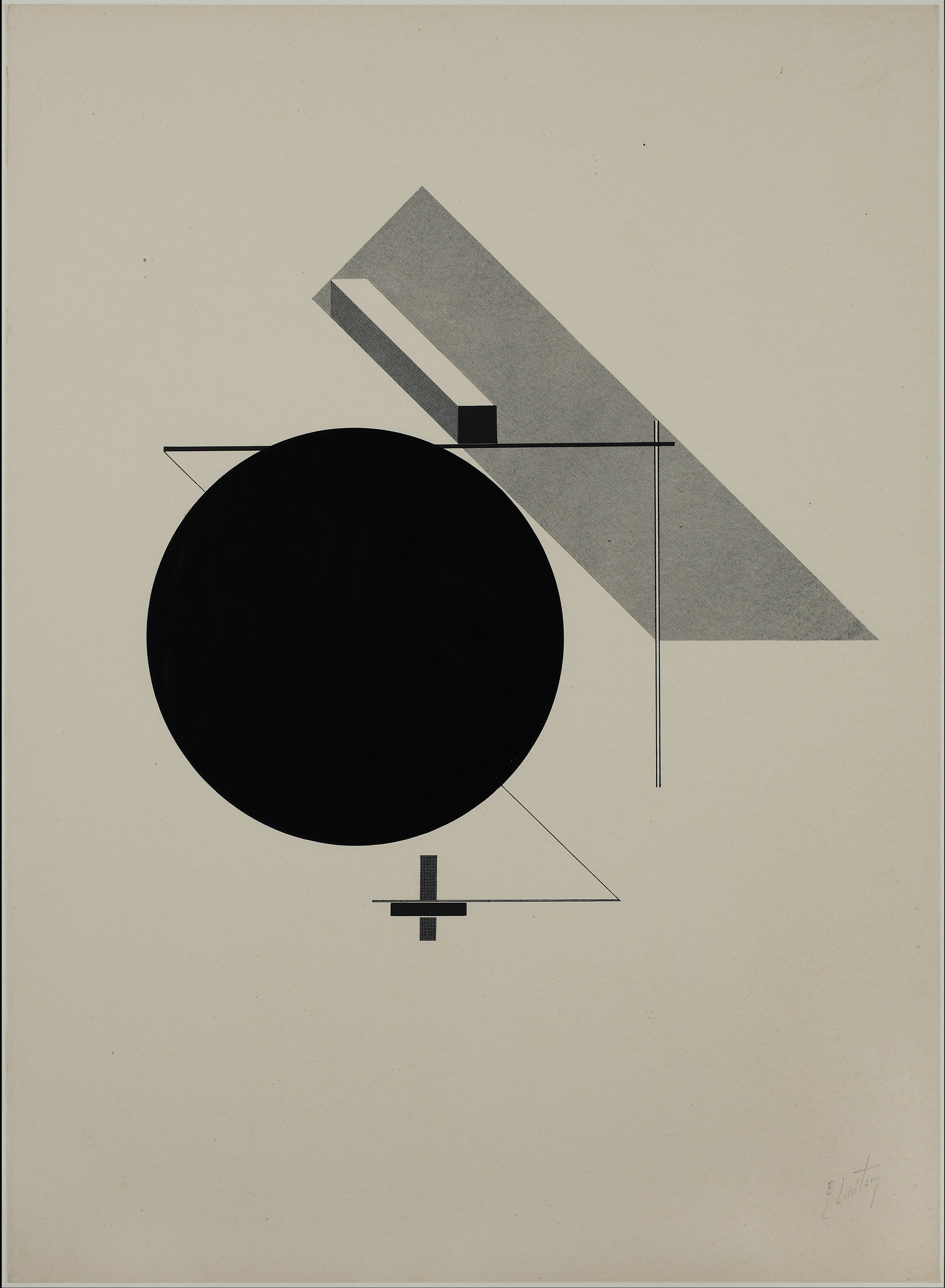
Kestnermappe Proun, Rob. Levnis and Chapman GmbH Hannover #5, 1923
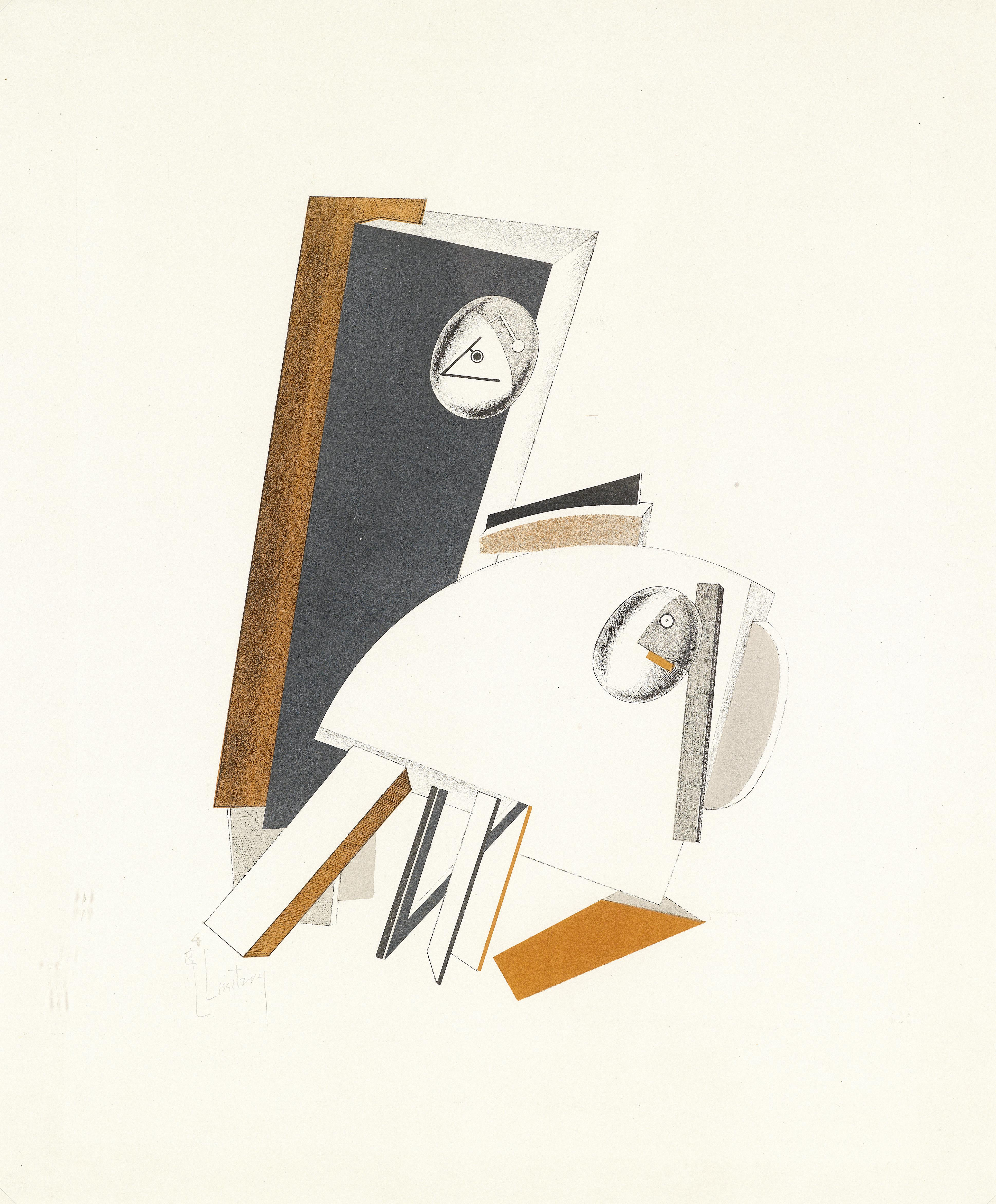
Ängstliche Litho, 1923
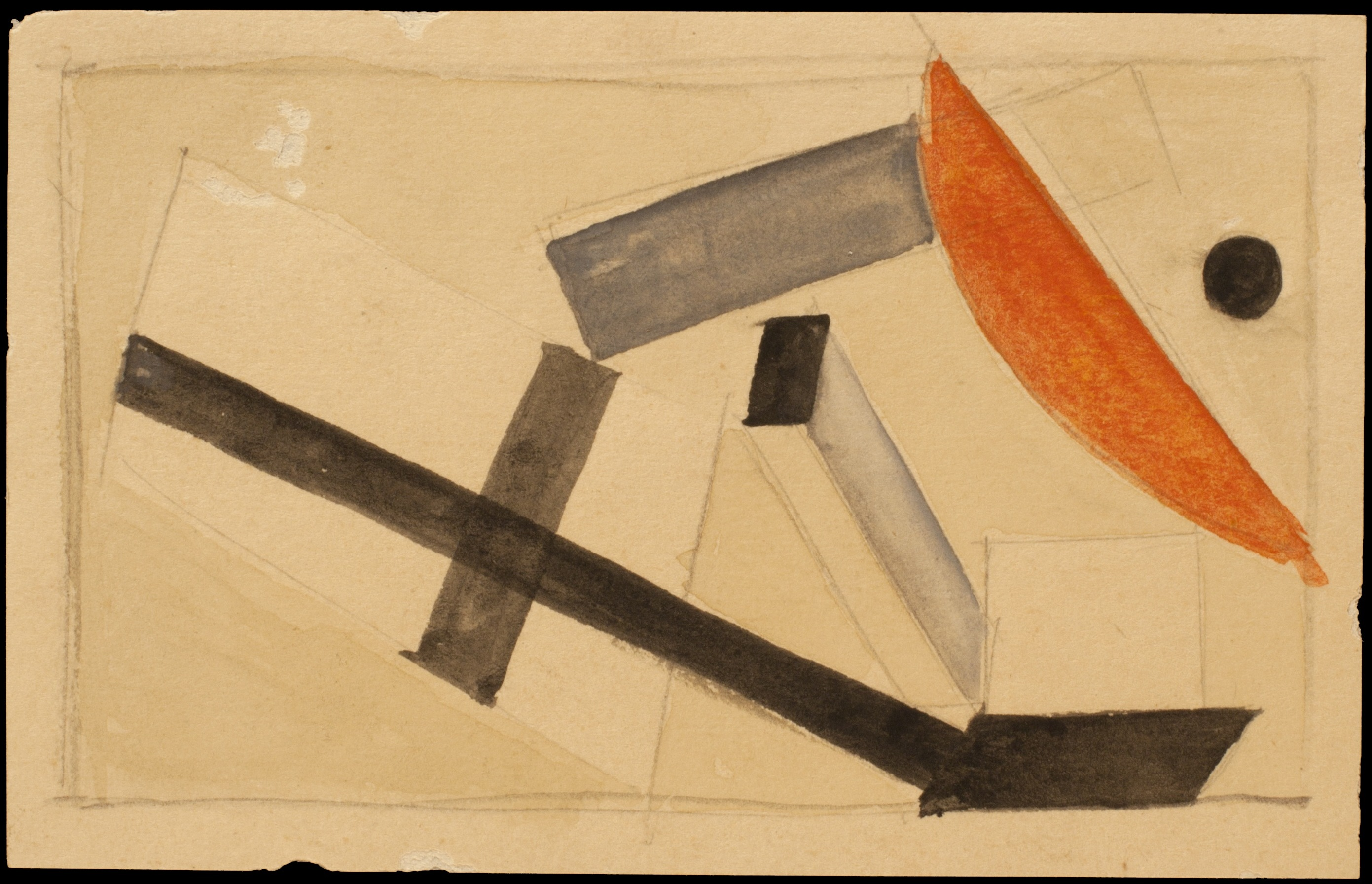
Proun, 1924, Centre M.T. Abraham